# Hochleitenspitze
Hochleitenspitze är ett berg i Österrike.   Det ligger i distriktet Lienz och förbundslandet Tyrolen, i den centrala delen av landet, 300 km sydväst om huvudstaden Wien. Toppen på Hochleitenspitze är 2 877 meter över havet.
Terrängen runt Hochleitenspitze är huvudsakligen bergig, men den allra närmaste omgivningen är kuperad. Runt Hochleitenspitze är det ganska glesbefolkat, med 26 invånare per kvadratkilometer.. Närmaste större samhälle är Matrei in Osttirol, 16,4 km nordost om Hochleitenspitze. 
Trakten runt Hochleitenspitze består i huvudsak av gräsmarker.